# قلعه دختر (لرستان)
قلعه دختر یا قلعه تمندر نام بقایای  قلعه تاریخی در میان رشته کوه تمندر الیگودرز است. از تاریخ ساخت و سازنده آن اطلاعات زیادی در دسترس نیست ولی نوع ساخت  امکانات این قلعه نشان از اهمیت این قلعه دارد برای رسیدن به این قلعه باید از مسیر الیگودرز به دهستان موگوئی فرسش استفاده شود.